# Новоасбест
Новоасбе́ст (рос. Новоасбест) — селище у складі Горноуральського міського округу Свердловської області.
Населення — 2220 осіб (2010, 2434 у 2002).
До 12 жовтня 2004 року селище мало статус селища міського типу.